# Adrian Sherwood
Adrian Sherwood (Londres, 1958) é um produtor musical inglês mais conhecido por seu trabalho com dub assim como por remixar vários grupos populares como Coldcut, Depeche Mode, Primal Scream, Pop Will Eat Itself, Sinéad O'Connor, e Skinny Puppy.